# Singapore Open 1999
Il Singapore Open 1999 è stato un torneo di tennis giocato sul sintetico indoor. È stata l'8ª e ultima edizione del Singapore Open che fa parte della categoria International Series Gold nell'ambito dell'ATP Tour 1999.
Si è giocato a Singapore dall'11 al 6 ottobre 1999.

## Campioni

### Singolare
Marcelo Ríos ha battuto in finale  Mikael Tillström con il punteggio di 6–2, 7–6(5)

### Doppio
Maks Mirny /  Eric Taino hanno battuto in finale  Todd Woodbridge /  Mark Woodforde con il punteggio di 6–3, 6–4